# Długobór (zniesiona osada)
Długobór (Długobór-Osada) – zniesiona osada, w Polsce, położona w województwie warmińsko-mazurskim, w powiecie braniewskim, w gminie Płoskinia, obecnie niestandaryzowana osada wsi Długobór.
W latach 1975–1998 miejscowość administracyjnie należała do województwa elbląskiego. Osada znajduje się w historycznym regionie Warmia.